# Marzales
Marzales – gmina w Hiszpanii, w prowincji Valladolid, w Kastylii i León, o powierzchni 12,67 km². W 2011 roku gmina liczyła 56 mieszkańców.